# لويس إدوارد إيمرسون
لويس إدوارد إيمرسون هو قاضي وسياسي كندي، ولد في 12 مايو 1890، وتوفي في 19 مايو 1949.